# 竹田站 (京畿道)
竹田站（：／ Jukjeon yeok */?）是水仁·盆唐線沿線的一座高架車站，位於韓國京畿道龍仁市水枝區竹田洞，韓語副站名是「檀國大」（단국대），以鄰近的檀國大學竹田校區命名。本站是韓國鐵道公社首都圈東部本部的管理站，管理盆唐線書峴站以南的路段。部分列車以此站起終着。
原先僅有建設寶亭站的計劃，但後來為因應竹田地區的開發，遂以盆唐車輛基地的出入廠軌道建設成為高架車站。

## 車站結構
站舍為新世界建設的民營站舍，位於新世界百貨店京畿店百貨店和停車場旁。2面4線雙島式月台的地面車站。月台幕門只設於本線的2、3號月台。往十里站開出的一部分盆唐線列車會以此站為總站。

### 月台配置
| ↑ 梧里          |
| ４３ \| ２１ \| |
| 寶亭 ↓          |

| 月台 | 路線                   | 目的地                       |
| ---- | ---------------------- | ---------------------------- |
| 1    | ●首都圈電鐵水仁·盆唐線 | 起終着站                     |
| 2    | ●首都圈電鐵水仁·盆唐線 | 水原、網浦、器興方向         |
| 3    | ●首都圈電鐵水仁·盆唐線 | 往十里、牡丹、書峴、藪內方向 |
| 4    | ●首都圈電鐵水仁·盆唐線 | 起終着站                     |

## 车站周边
- 盆唐车辆基地
- 炭川
- 檀国大学

## 历史
- 2007年12月24日 - 落成。

## 相鄰車站
韓國鐵道公社
●首都圈電鐵水仁·盆唐線
盆唐急行
梧里（K232）－竹田（K233）－器興（K237）
緩行
梧里（K232）－竹田（K233）－寶亭（K234）